# Caecum clava
Caecum clava är en snäckart som beskrevs av de Folin 1867. Caecum clava ingår i släktet Caecum och familjen Caecidae. Inga underarter finns listade i Catalogue of Life.